# Teddy Billington
Edwin "Teddy" Billington (Southampton, 14 de julho de 1882 — Pine Brook, agosto de 1966) foi um ciclista olímpico norte-americano nascido no Reino Unido. Representou os Estados Unidos em sete eventos (conquistando uma medalha de prata e 3 de bronze) nos Jogos Olímpicos de Verão de 1904, em St. Louis.